# Lophocolea cavispina
Lophocolea cavispina là một loài rêu tản trong họ Lophocoleaceae. Loài này được (Hook. f. & Taylor) Fulford miêu tả khoa học lần đầu tiên năm 1976.